# Birgit Õigemeel
Birgit Õigemeel (sinh ngày 24 tháng 9 năm 1988 tại Kohila) là một nữ ca sĩ nhạc pop người Estonia.